# Kohlfurtherbrücke
Kohlfurtherbrücke ist eine Ortslage im Wuppertaler Wohnquartier Kohlfurth im Stadtbezirk Cronenberg und liegt an der Kohlfurther Brücke, die als hölzerne Brücke erstmals 1363 urkundlich erwähnt wurde und den Siedlungskern der Ortslage darstellt.
In dem Ort befindet sich das Bergische Straßenbahnmuseum. Über eine vereinseigene Strecke wird ein Museumsbahnbetrieb aufrechterhalten, so dass hier einer der kleinsten Straßenbahnbetriebe der Welt ansässig ist. Das denkmalgeschützte Gasthaus Strandcafe ist im Ort als historische Bebauung erhalten.

## Geschichte

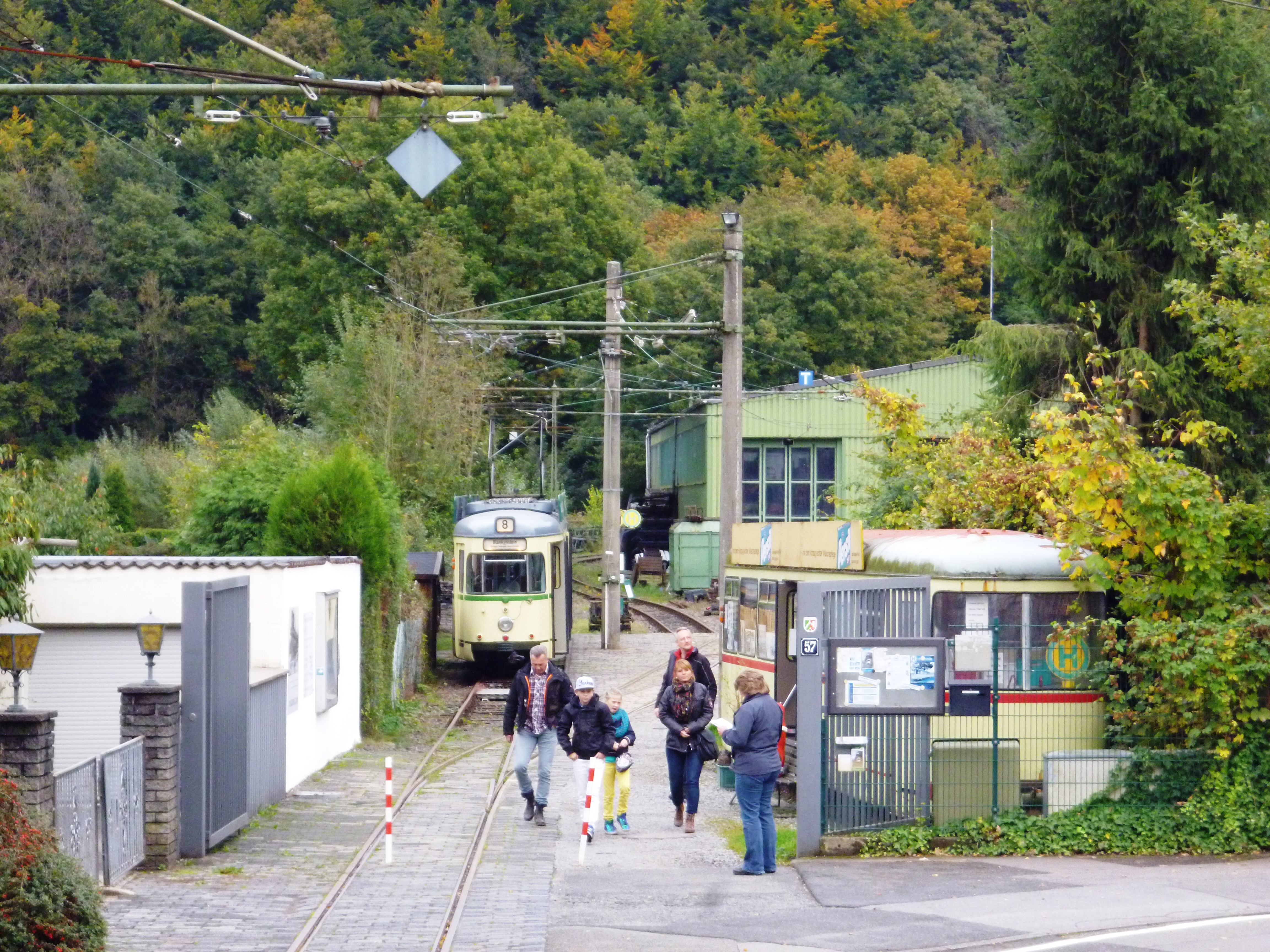
Das Straßenbahnmuseum

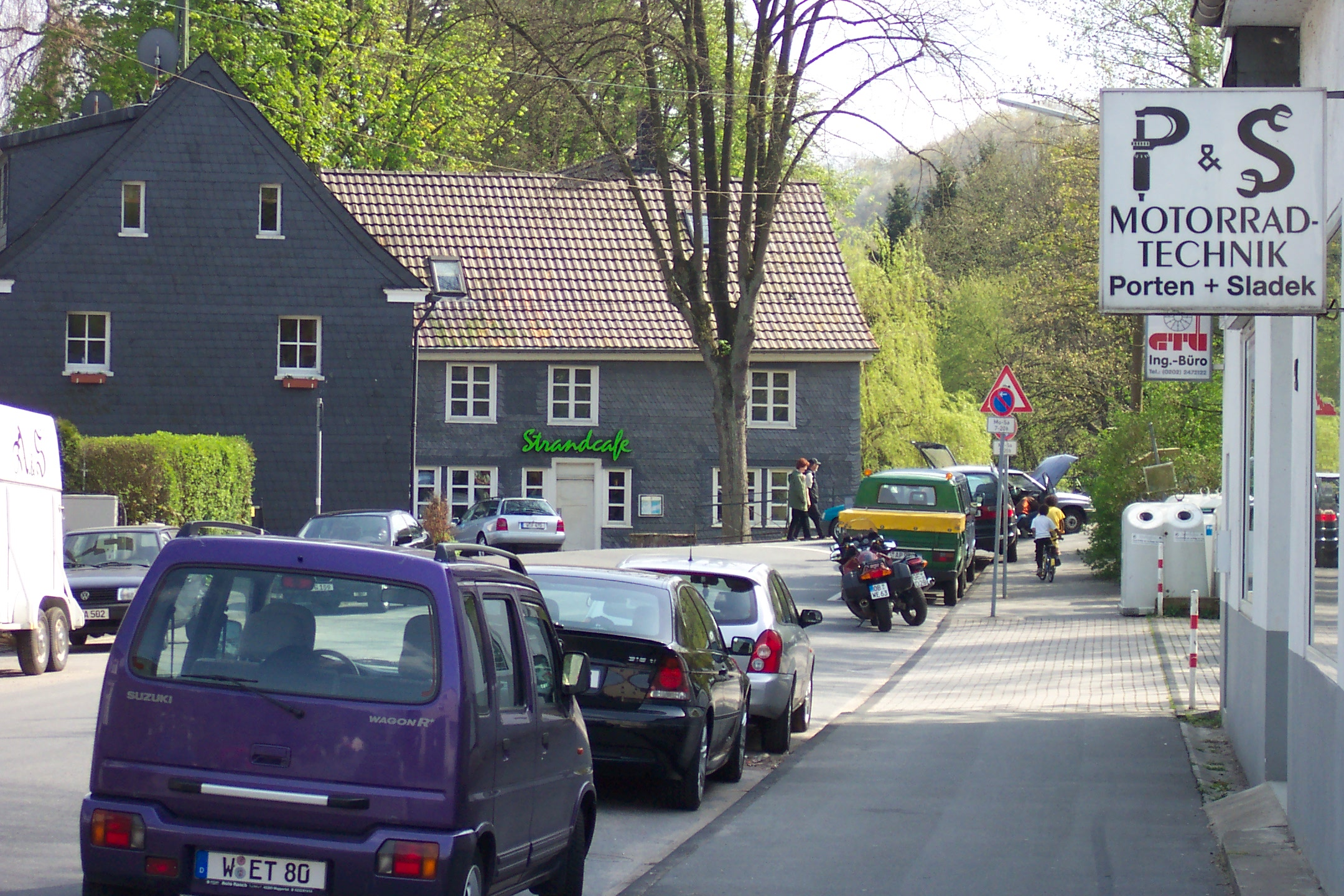
In Kohlfurtherbrücke

Kohlfurtherbrücke ist im Jahre 1715 in der Karte von Erich Philipp Ploennies als a.d.Brücken eingezeichnet. Auf der Topographischen Aufnahme der Rheinlande von 1824 ist der Ort als Kolferter Brück und auf der Preußischen Uraufnahme von 1844 als Kohlfurter Brück verzeichnet.
1815/16 lebten 187 Einwohner im Ort. 1830 gehörte das als Weiler bezeichnete Kohlfurtherbrücke zur Bürgermeisterei Kronenberg, im Ort lebten zu dieser Zeit 221 Menschen. 1832 war Kohlfurtherbrücke Teil des Berghauser Bezirks innerhalb der Bürgermeisterei.  Der nach der Statistik und Topographie des Regierungsbezirks Düsseldorf als Dorf kategorisierte Ort besaß zu dieser Zeit 20 Wohnhäuser, acht Fabriken bzw. Mühlen und 16 landwirtschaftliche Gebäude. Zu dieser Zeit lebten 193 Einwohner im Ort, davon sieben katholischen und 186 evangelischen Bekenntnisses. Die Gemeinde- und Gutbezirksstatistik der Rheinprovinz führt den Ort 1871 mit 47 Wohnhäusern und 367 Einwohnern auf. Im Gemeindelexikon für die Provinz Rheinland werden 1885 62 Wohnhäuser mit 389 Einwohnern angegeben. 1895 besitzt der Ortsteil 40 Wohnhäuser mit 351 Einwohnern, 1905 werden 132 Wohnhäuser und 792 Einwohner angegeben.